# Големаново
Големаново (буг. Големаново) је село на северозападу Бугарске у општини Кула у Видинској области. Према подацима пописа из 2021. године село је имало 63 становника.
Село се налази у близини границе Бугарске са Србијом, у западном делу општине Кула.

## Историја
Становништво Големанова потиче из централнобалканских крајева Бугарске. Због крџалијских напада у 18. веку на тетевенски и тројански крај, велике групе становништва тих крајева спас су тражиле далеко на западу земље. Населили су село Големаново као и остала места у околини, Извор Махала, Кула и Полетковци. Говор досељеника разликовао се од локалног и представљао је острво централнобалканског говора на западу Бугарске. Назив села потиче од хана који се некада налазио у селу, поред главног пута који је повезивао унутрашњост Бугарске са Србијом. Локално становништво је хан називао голем 'ан  одакле је и изведен назив села. Светац заштитник села је Свети Арханђел Гаврило.
У селу се налази црква посвеђена Рождеству Богородичином изграђена 1886. године.
- Ктиторски натпис
- Ктиторски натпис
- Фреска Арханђела Михаила

## Демографија
Према подацима пописа из 2021. године село је имало 63 становника док је према попису из 2011. било 126 становника. Већина становника су Бугари, а има и Рома.
| Етнички састав према попису из 2011.‍ | Етнички састав према попису из 2011.‍ | Етнички састав према попису из 2011.‍ | Етнички састав према попису из 2011.‍ | Етнички састав према попису из 2011.‍ |
| ------------------------------------ | ------------------------------------ | ------------------------------------ | ------------------------------------ | ------------------------------------ |
|                                      |                                      |                                      |                                      |                                      |
| Бугари                               | Бугари                               |                                      | 106                                  | 84,13%                               |
| Бугари                               | Бугари                               |                                      | 20                                   | 15,87%                               |